# 塞梅尼夫卡 (克雷門丘克區)
塞梅尼夫卡，或按俄语译为谢苗诺夫卡，是烏克蘭中部波爾塔瓦州克雷門丘克區塞梅尼夫卡市镇内的市級鎮及其行政中心。曾是原塞梅尼夫卡區的行政中心，2020年行政區重劃後改隸克雷門丘克區。面積10.7平方公里，距离克雷門丘克約59公里，距离切爾卡瑟約82公里，距离波爾塔瓦約93公里。始建於1753年，2021年人口5,898，人口密度每平方公里550人。

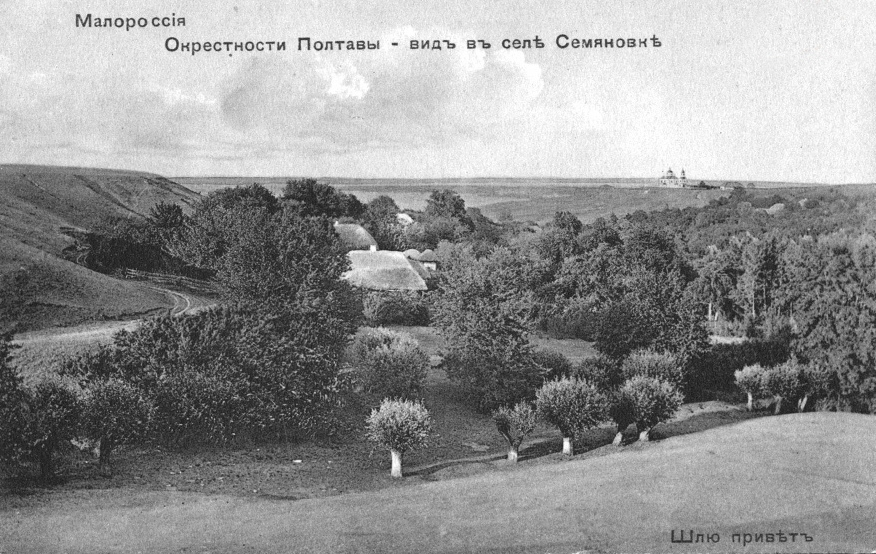
1911年的塞梅尼夫卡
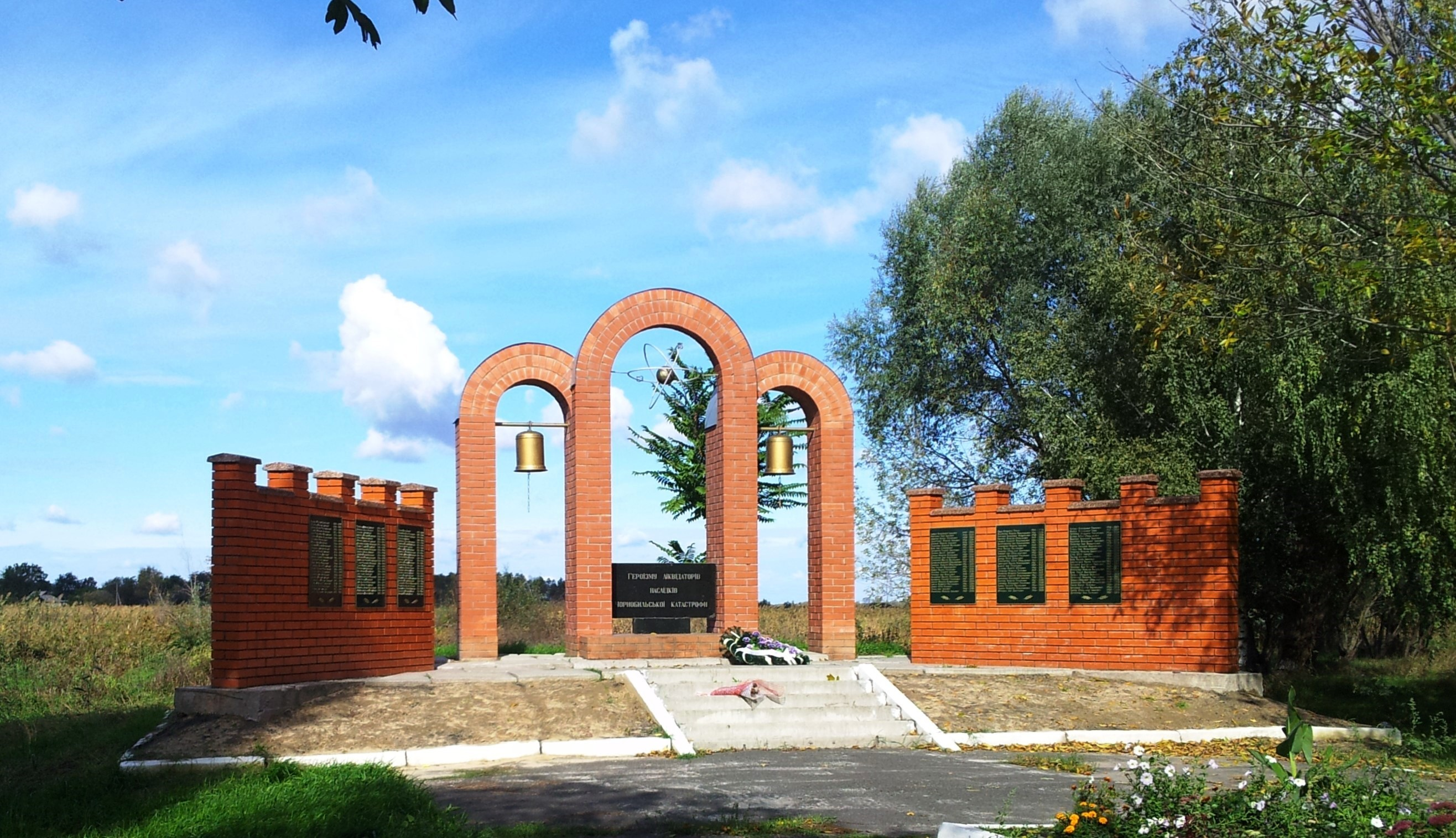
車諾比核災罹難者紀念碑
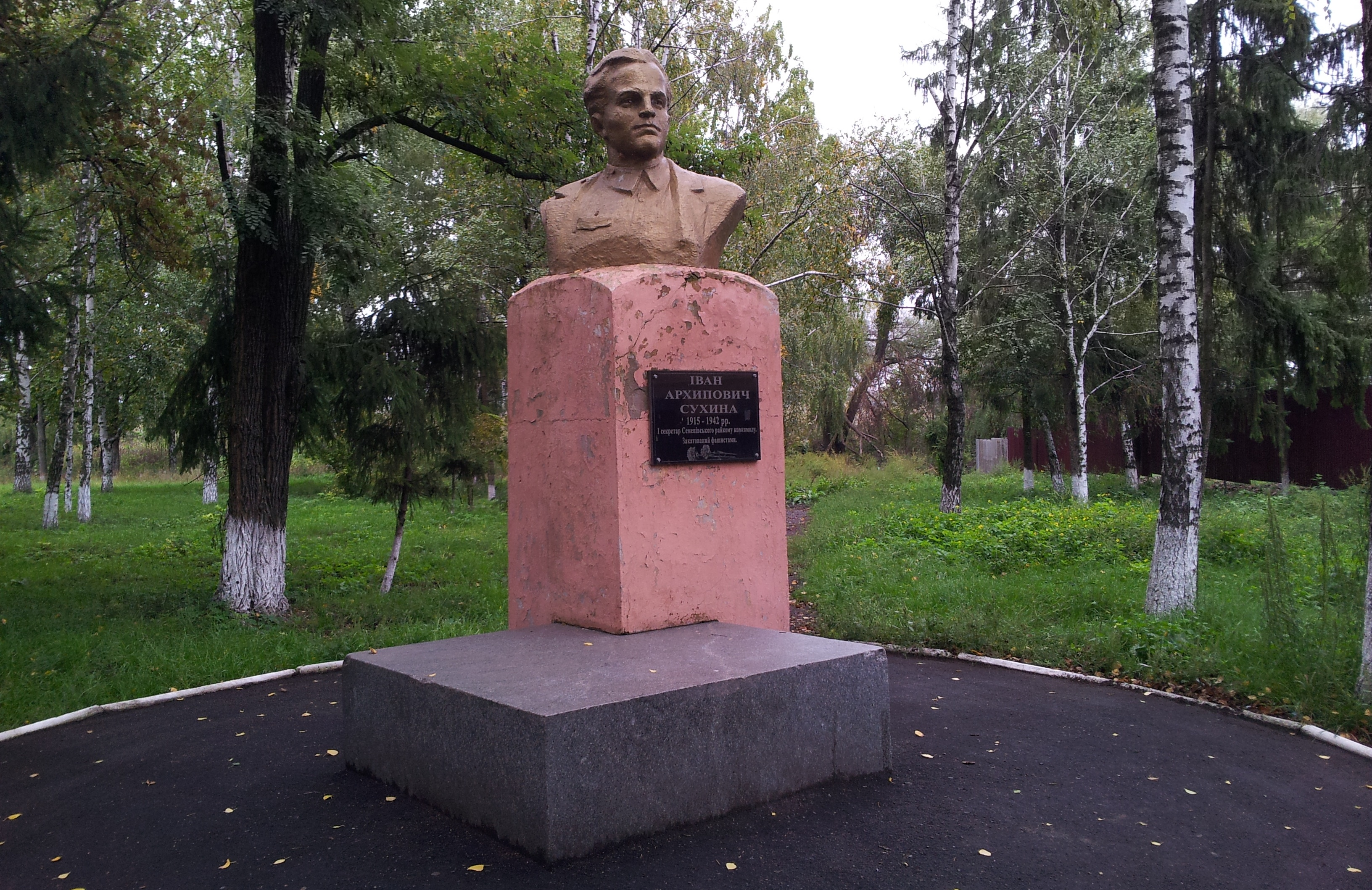
伊萬·蘇希納（烏克蘭語：Іван Сухина）紀念胸像
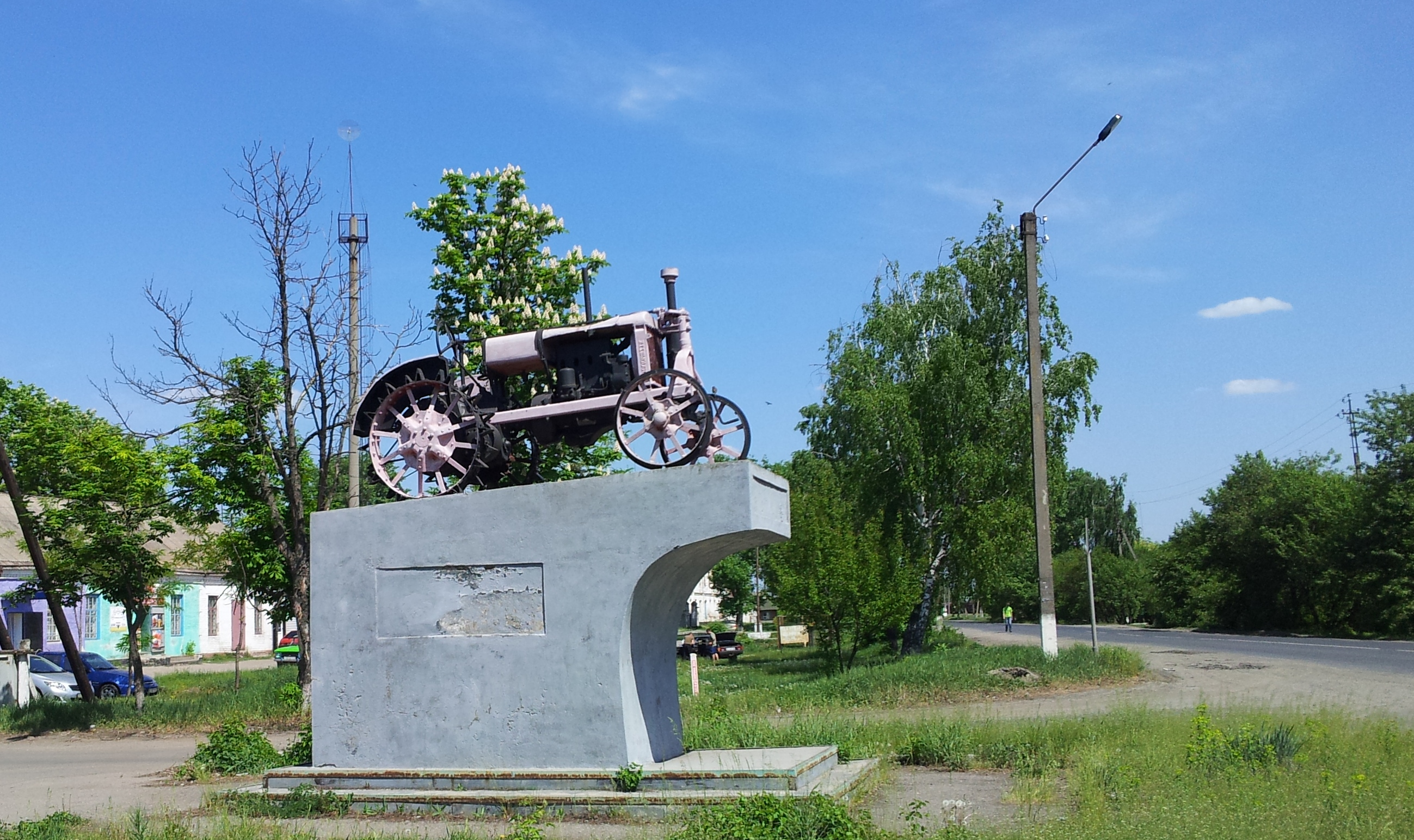
勞動榮光紀念碑
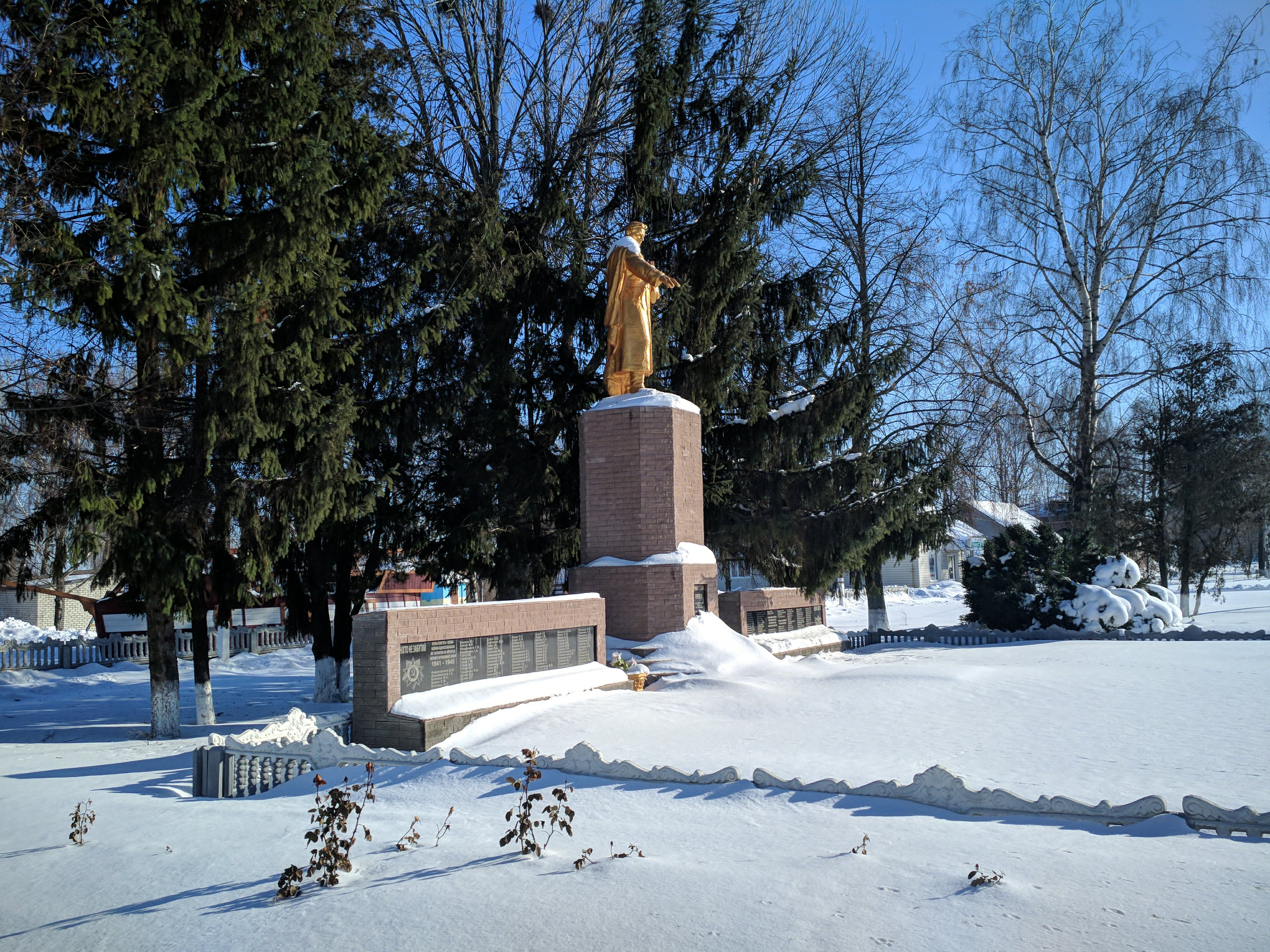
蘇聯將士之墓
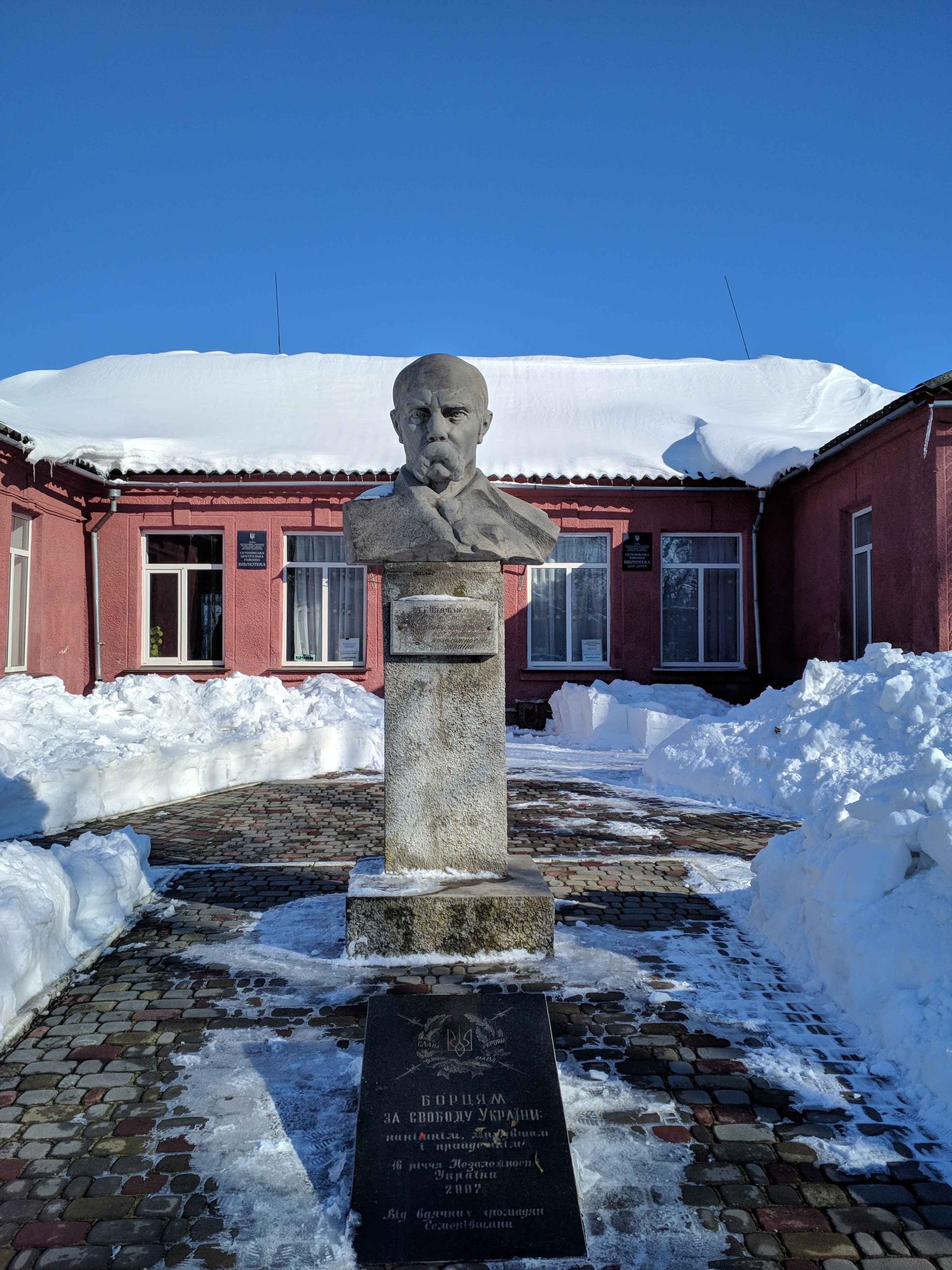
塔拉斯·謝甫琴科紀念胸像
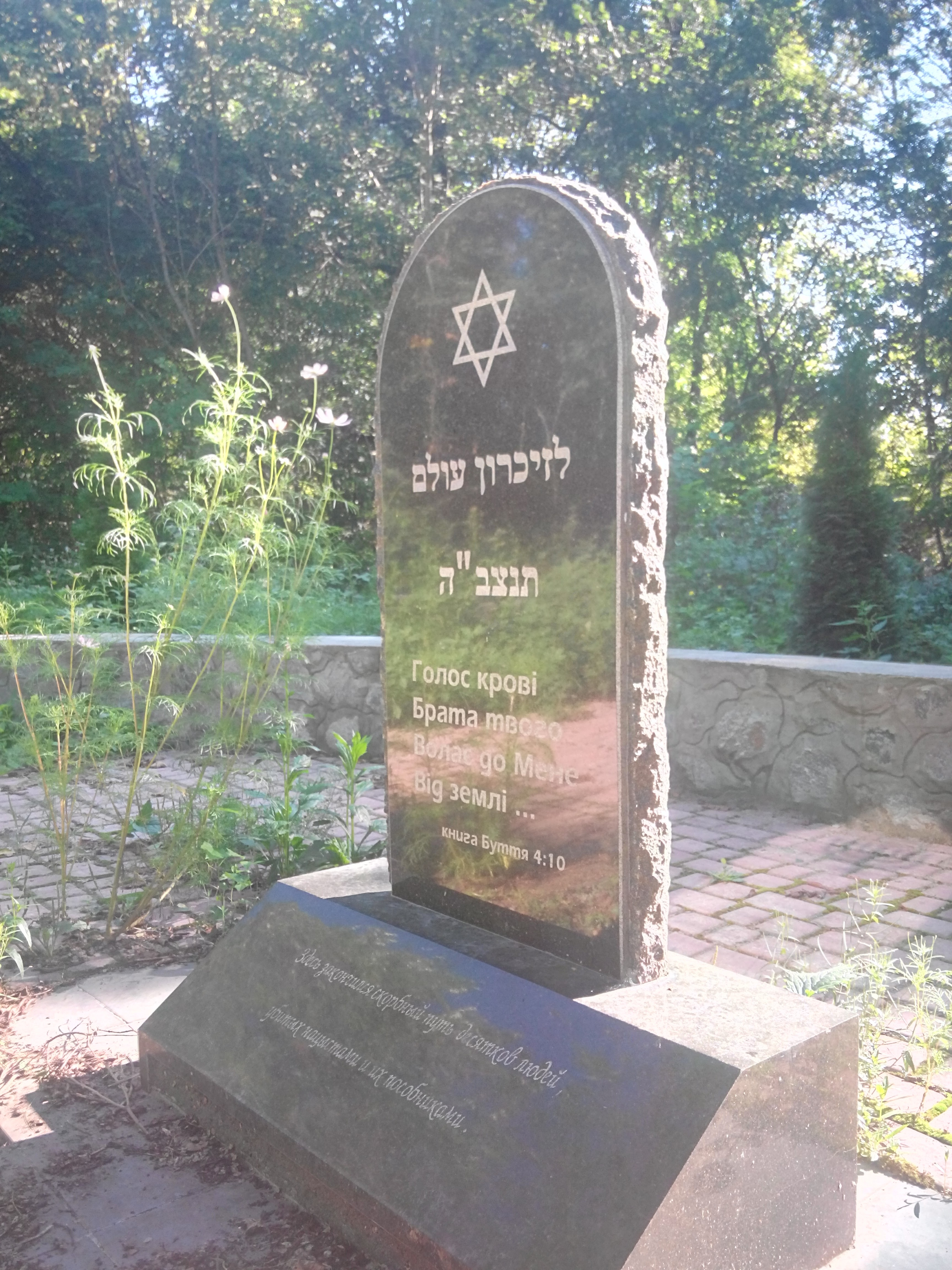
納粹大屠殺罹難者紀念碑